# Bibasis tuckeri
Bibasis tuckeri is een vlinder uit de familie van de dikkopjes (Hesperiidae). De wetenschappelijke naam van de soort is voor het eerst geldig gepubliceerd in 1897 door Henry John Elwes & James Edwards. Deze soort wordt wel tot de Burara-soortengroep gerekend.